# براد فريتش
براد فريتش (بالإنجليزية: Brad Fritsch)‏ هو لاعب غولف أمريكي، ولد في 9 نوفمبر 1977 في إدمونتون في كندا.

## وصلات خارجية
- براد فريتش على موقع رابطة لاعبي الغولف المحترفين (الإنجليزية)
- براد فريتش على موقع التصنيف العالمي الرسمي للغولف (الإنجليزية)